# Voimhaut

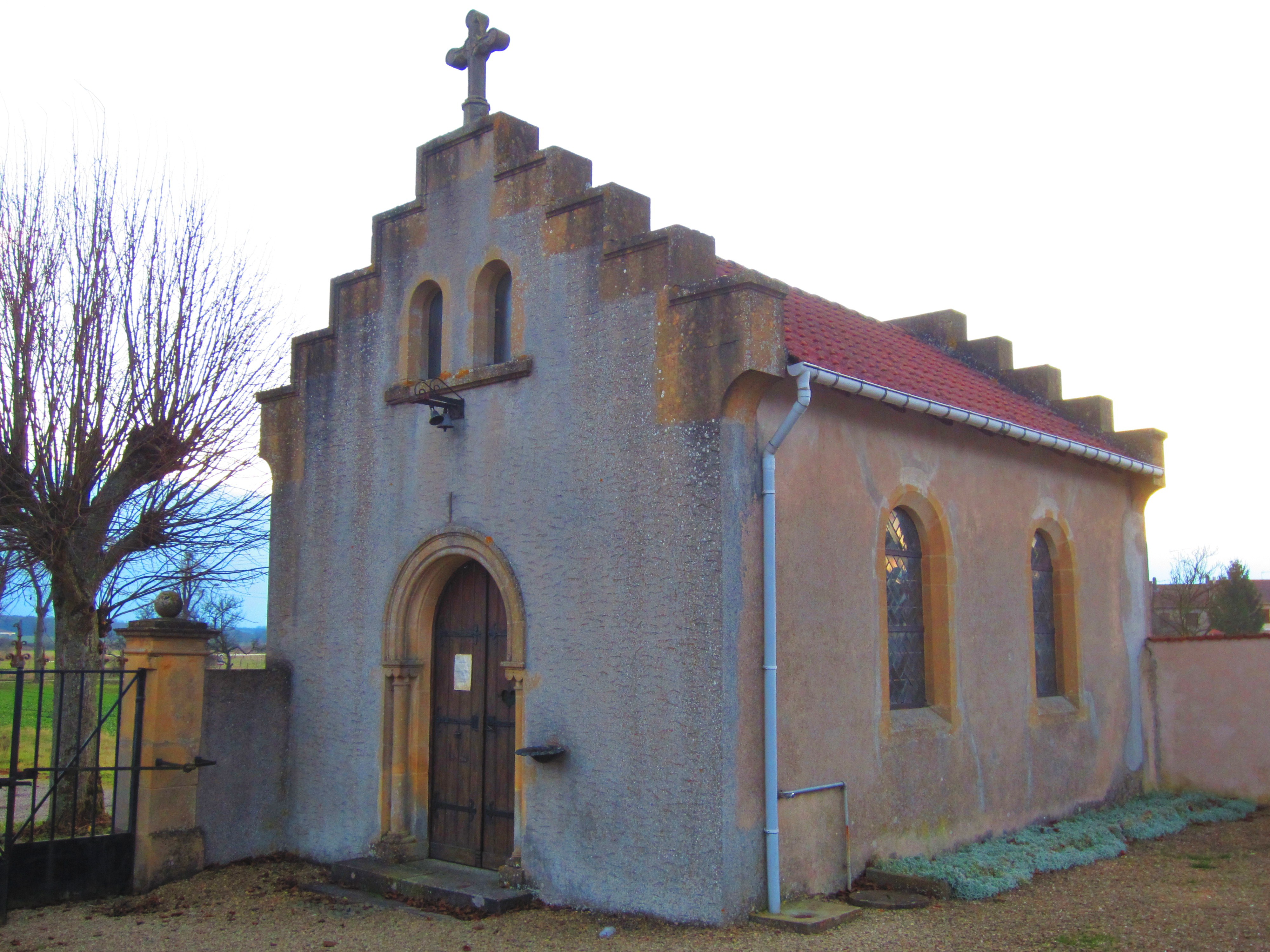
Mariakapel in Voimhaut / Wainwalz

Voimhaut (Duits: Wainwalz) is een gemeente in het Franse departement Moselle (regio Grand Est) en telt 174 inwoners (1999). De plaats maakt deel uit van het arrondissement Forbach-Boulay-Moselle.

## Geografie
De oppervlakte van Voimhaut bedraagt 4,0 km², de bevolkingsdichtheid is 43,5 inwoners per km².
De onderstaande kaart toont de ligging van Voimhaut met de belangrijkste infrastructuur en aangrenzende gemeenten.

## Demografie
Onderstaande figuur toont het verloop van het inwonertal (bron: INSEE-tellingen).